# Rouffigny
Rouffigny era una comuna francesa situada en el departamento de Mancha, de la región de Normandía, que el 1 de enero de 2016 pasó a ser una comuna delegada de la comuna nueva de Villedieu-les-Poêles-Rouffigny al fusionarse con la comuna de Villedieu-les-Poêles.

## Demografía
| Gráfica de evolución demográfica de Rouffigny entre 1800 y 2014 |
|                                                                 |

Los datos demográficos contemplados en este gráfico de la comuna de Rouffigny se han cogido de 1800 a 1999 de la página francesa EHESS/Cassini, y los demás datos de la página del INSEE.